# ドボラック法
ドボラック法（ドボラックほう、英語: Dvorak methodまたは英: Dvorak technique）は、気象衛星が可視光・赤外線で撮影した画像を利用して、熱帯低気圧の勢力（中心気圧・最大風速・台風半径など）を推定する手法である。1974年にヴァーノン・ドヴォラックによって開発された。

1974年頃にスタートした解析法は、画像のパターンテーブルと、実際に観測で得られた画像を対比して、その結果から勢力などの推定を行う方法であった。スタート当初から画像のサンプル数が少ない、解析の客観性が乏しいなどがあり改良されている。また赤外画像からでも解析できるように改良が施されている。

## 概要

### 特徴

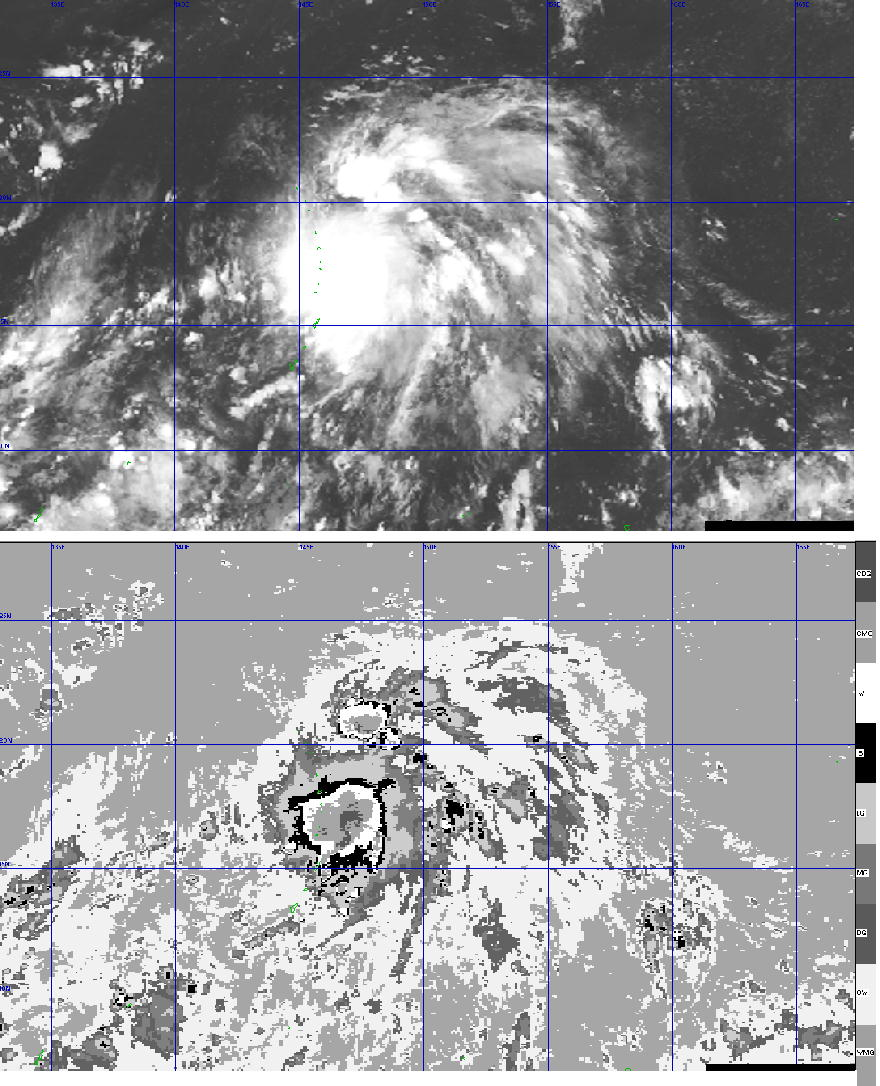
一般的に観る赤外画像での台風、ドボラック法で使用する赤外スケールで観る台風

衛星画像を用いて、熱帯低気圧の勢力・特性などを解析できることにある。

これまで、気象偵察機や船舶などを使って、直接熱帯低気圧の中に入って観測する危険を避けることができ、短時間で観測できるなど、有用な手段とされているからである。
気象衛星の画像を使用し、雲の大きさや、発達傾向、雲の広がり、温度を用いて、最大風速などの強度や特性を決定する。
解析に用いる画像は、気象衛星による可視画像・赤外線画像を使用する（現在、解析の主体は赤外画像）。

静止衛星による観測が実用化され、観測間隔も細かくなったことから、より客観的に解析が出来るよう、手順・解析ルールが細かくなっている。1984年頃から実用化された、Dvoraku Techniqueでは、解析者による主観評価や変動を小さくするため、パターン認識やそのための評価テーブルなどを使って判別が行われるようになった。赤外画像では、温度スケールを用いてそれにあった赤外強調画像を使って、温度場の分布・変化傾向からパターンを割り出し勢力を決定する。等間隔で観測された画像から、発達・衰弱の状態を考慮、最終的なパターン値を得たのち、風速などを推定する。

最初にこの解析法が実用化された当時、コンピューター処理がおぼつかない時代であり、不定期に観測される極軌道衛星の画像をフィルム焼き付けて解析していた。そのために、可視や赤外画像からこれまでの航空機観測やレーダーなどと併せて、総合的な判断の上で得られた値を参照しながら解析されていた。現在は、衛星画像を直接入手し解析する機関によってドボラック法、またはドボラック法を改良した解析ツールを用いて解析・評価が行われているが解析機関によって相違が現れる。
各機関での解析誤差は、概ねFT値で0.5程度ある。解析誤差が明らかに大きい場合は、再度解析して衛星画像での特徴と比較して検証する必要が生じる。

## 勢力、大きさの解析

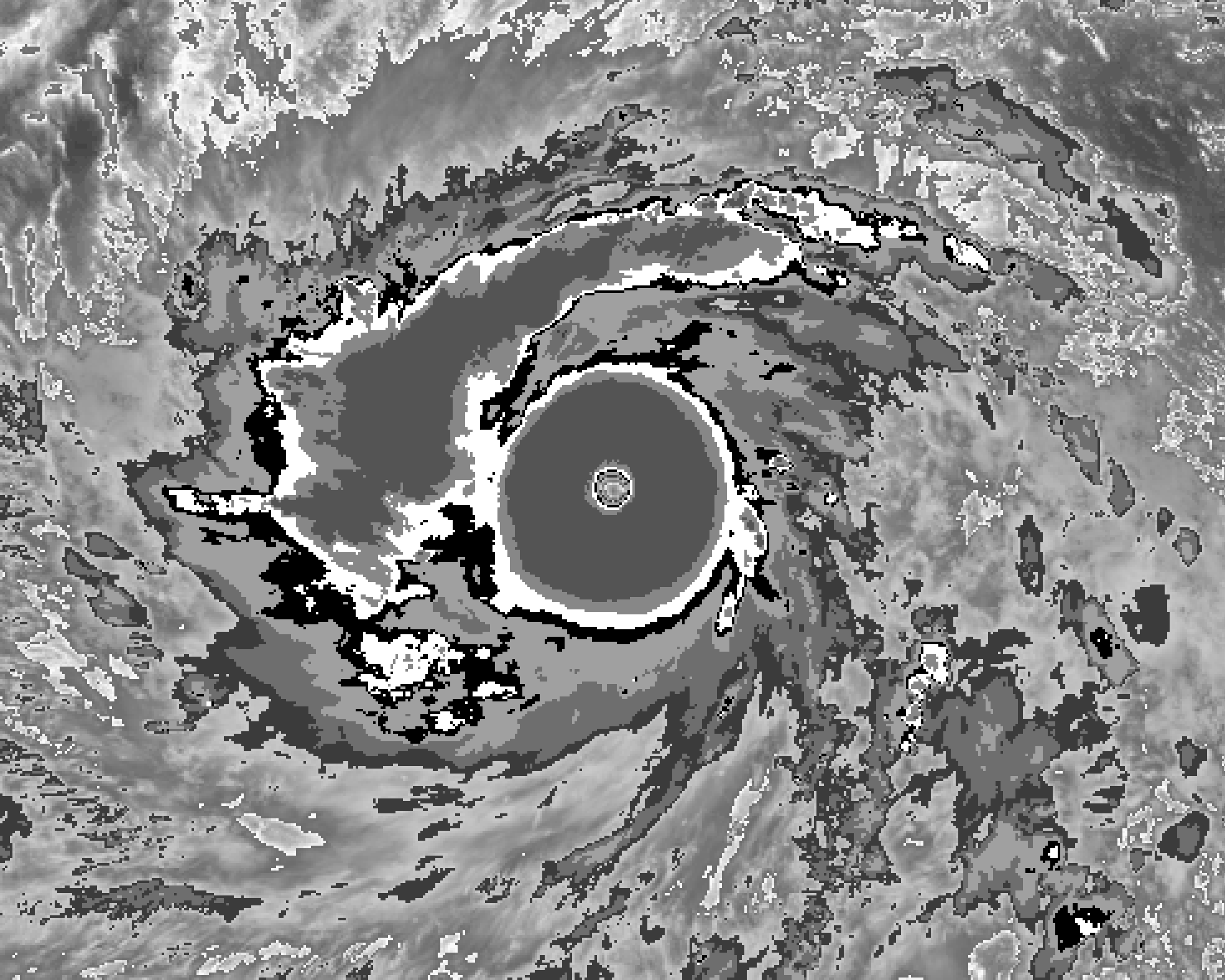
平成25年台風第30号のT値が8.0

1984年以降に実用化された、Dvorak Techniqueによる解析の流れは、次のような過程で解析される。後に1980年代後半から90年代初めに実用化される、Dvorak Techinique(派生を含む)も、デジタル処理技術が可能になったことから、コンピューターでの解析に主眼がおかれた。日本をはじめとして多くの国で、熱帯低気圧や擾乱の解析で使用されている。

### 解析手順
1984年に公表され、基礎となる解析法であることから、熱帯低気圧を衛星画像により解析する手順が、WMOをはじめとして公開されている。複数で公表されているが、根本的には同じであるので、解析手順を記述してあるマニュアルの手順で解説する。
可視画像および赤外画像で解析するが、赤外画像にあっては精細度の高い画像の他に、温度スケールに沿って強調処理した画像が用いられる。俗にドボラックスケール画像や、強調処理画像という場合があるが、ドボラック解析用の強調スケールに変換した画像が使用される。スケール表現と温度の関係は次の表による。温度範囲(K)は、極軌道衛星によって得られるサウンディングデータから解析知る際の温度対照表である。
| パターン略号 | 温度範囲(C)  | 温度範囲(K) |
| ------------ | ------------ | ----------- |
| WMG          | +9度以上     | 282K以上    |
| OW           | +9 - -30 度  | 243 - 282   |
| DG           | -31 - -41 度 | 232 - 242   |
| MG           | -42 - -53 度 | 220 - 231   |
| LG           | -54 - -63 度 | 210 - 219   |
| B            | -64 - -69 度 | 204 - 209   |
| W            | -70 - -75 度 | 198 - 203   |
| CMG          | -76 - -80 度 | 193 - 197   |
| CDG          | -81 度以下   | 192以下     |

表1　ドボラック法で用いる温度階調の名称と範囲

### 雲の体系から位置を決定する
解像度の高い画像を、連続の動画を用いて解析を始める。雲の集合がある場所に向かって周回、螺旋状に回る、収束の動きがあるかを判断・検出するためである。
1. 12時間またはそれ以上
2. 雲の渦（集合）が範囲2.5度(lat)以上で、かつ6時間連続している
3. 濃密域もしくは冷域(赤外では強調画像のスケールでDGまたはそれより温度が低い）が、1.5度(lat)少なくとも中心から2度(lat)のところに存在。濃密域が積乱雲の雲列あるいは、中心にそって曲線を描くように存在する。

中心が容易に識別できる場合は、直接その位置を割り出す。通常は、0.1度単位で緯度・経度を決定する。この決定が出来たあと、曲率や眼の形状、中心付近の温度分布、これまでの雲の動きや発達程度などを基に解析を行っていく。

### パターン解析
詳細なパターン解析ができないような場合　3に行く。そうでなければ、下記のパターン解析を行う。

1. カーブバンド
2. シアーバンド
3. 眼(Eye)パターン
4. 中心の濃密域(CDO)　パターン
5. 中心付近の密集域　パターン

注　意：4は可視画像に適用

5は赤外画像に適用

1.2.3は可視・赤外共通（基準に注意）

2A.曲率を持った雲域の解析(CBO)

眼が明瞭に出来ていない熱帯低気圧では、発達に伴って、中心に向かってスパイラル状の雲域（バンド）が形成される。中心を決定したら、スパイラル定規をあてがって、雲域が全周を1として、どの程度存在するのかを割り出す。この割合からパターン分類表に従って、適合するパターンの番号を決定する。割合を求めるとき、赤外強調画像では、略号MGより冷たい雲域の割合で求める。可視の場合は、積乱雲の集団が巻雲を伴って帯状に存在する範囲で決定する。
シアーパターンでは、下層に観られる渦の中心(LLCC)との距離で判断する。
2D.眼の解析(Eye Pattern)

中心付近に雲が集まり出すと、やがて熱帯低気圧特有の眼が現れる。強調処理した画像では、眼が形成される頃に中心付近で温度上昇が見られる。そこで眼の発現を判断、温度スケールを求める。また周辺の雲がOWよりも冷たい雲域があれば、その大きさも同時に計測する。両者を差し引きし、パターン分類表にある大きさと温度が一致するパターン番号(E No）を求める。E,Eadjの値は、図2を参照されたい。
この値から両者の値が一致する場所の数値(E Adj)を求める。得られたらCF（Cloud Feature)を計算式で求める。
```
CF = (E No) + (E Adj) 
```

この結果からCFの値を得る。
これだけでは出来ず、バンドのパターン分類が必要となる。これは、熱帯低気圧の発達過程で、完全な渦巻きではなく、腕が伸びることで発達を促進する場合があるからである。後述するMETよりもパターンの識別は、赤外強調であれば、MGよりも冷たい雲で構成され、DGよりも高い温度場が、中心に向かって入り込んでいるパターンを、パターン識別表から値(BF)を求める。
これらの値から、DT（データT番号）を次の式で求める。
```
DT = CF + BF
```

2E.中心付近にある雲密集域からの解析 (Embedded Centre Pattern)

中心付近では極度に積乱雲が密集することがある。この領域の温度と平均的な大きさ(直径）から勢力を判断する。眼が存在していない、あるいは存在しても極めて小さかったり不明瞭な場合には、眼の解析と併行して雲密集度から解析を行う。解析はパターン表(図3)より求める。

このパターン表の値(CF)と、BFの値を計算してDT（データT番号） DT = CF + BF を得る。

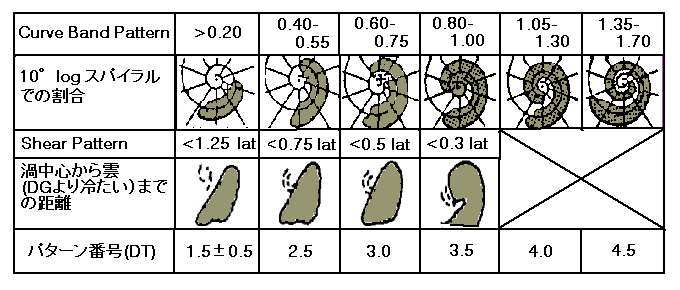
図1 カーブバンド、シアーパターンから解析して、値を出すためのパターン対照表
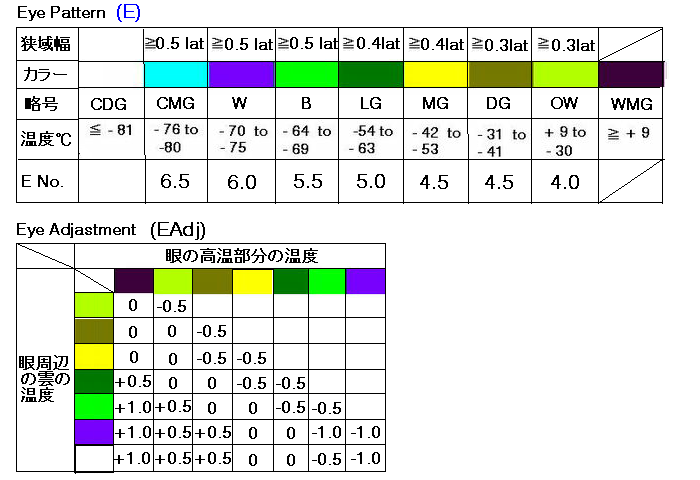
図2 眼周辺の雲と眼の中心温度から値を出すための対照表
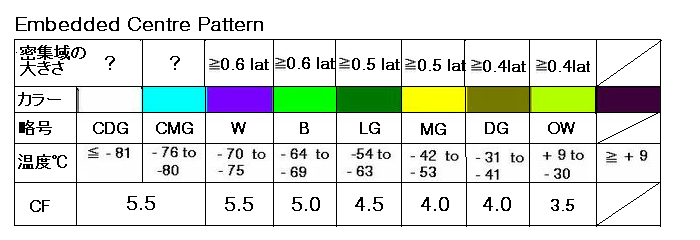
図3 雲の密集域から値を出すための対照表

### 中心付近の冷域・濃密域の判定
可視・赤外である。
前のT値が3.0より下の場合　12時間傾向の値
前のT値が3.5以上の場合　T値を保留　最終T値を用いる　9.の手順に行く。

### 中心付近の冷域分布
これまでの解析でT値が3以上の場合、12時間傾向から維持されている場合は、値を保留する。T値が3.5以上の場合は、T値を用いる。
この値は最終的に、CI値の評価手順を用いる。

### 24時間の変化傾向
24時間の画像を使って、熱帯低気圧(擾乱を含む)の、発達・衰弱の判断を行う。
(a)発達していると判断する場合
| パターン             | 変化具合                                                                                               |
| -------------------- | --- |
| カーブバンドパターン | 渦巻き状に集まってきている。                                                                           |
| 雲の密集度           | 密集域が大きくなっている。または内側の状態に変化がある。                                               |
| シアーパターン       | シアー状の雲域がしっかりと、曲率を持った帯状の雲域として形成。あるいは、閉じて密集域になってきている。 |
| 眼の状態             | 中心付近に密集し温度が上昇、その周りに冷い雲域、あるいはバンドが存在。                                 |

(b)衰弱していると判断する場合
1. 発達していると判断する場合の逆になっている。
2. 雲域が全般的に、温度が高くなっている.
3. 雲頂が低下方向に向いている。

(C)変化が見られないと判断する場合
1. 中心付近の冷域がT3.5またはそれより強く、12時間の範囲で緩やかに衰弱している
2. 冷たい雲域（シアー性の雲域を含む）が著しく変化していない。
3. 発達も衰弱もしていない状態。

これまでの傾向から、発達(D)/安定(S)/衰弱（W)の基調にあるのかを記述する。

### モデル推定からのT値（MET)
METと略される評価で、過去24時間での状態からT値を算定する。この際に熱帯低気圧の強さに関係なく、4.で評価した発達・衰弱状態を
用いて外挿評価する。これは、熱帯低気圧が1.0/日の割合で発達・衰弱するという性質を使って求める。
発達している場合 MET = 24時間前のT値+(0.5から1.0)をたして D を付す。
衰弱している場合 MET = 24時間前のT値+(-0.5から-1.0)をして W を付す。
変化がない場合 MET = 24時間前のT値を使用し、S を付す。

### パターン番号 （PAT または PT)

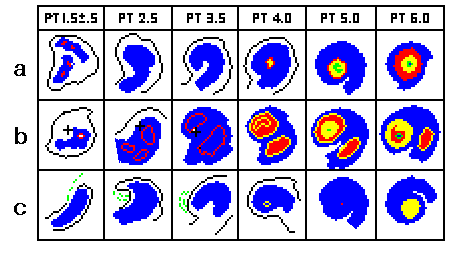
PATパターンで使用する対照表

パターン番号を、衛星の画像から分類パターンから似たパターンを選んでパターン分類するというやり方である。厳格な温度パターンの範囲でこうしなさい。というのはないが、中心付近に向かって温度が下がっているという特性を利用する。にわかに知られた分類はこの分類であり、初期のドボラック解析で使用された分類と同じである。

実際に解析する際、DTの解析が精度を欠く場合、PATのパターン番号にMETの値(0.5)を加減して、最終的なPATの値を決定する。

### T番号の決定
T番号は、次の順位で決定する。
1. DTで決定でいる場合は、DTの値を使用する。
2. DTでは精度が出ない或いは、不明瞭の場合は、PAT（PT)を使用する。
3. DTおよび、PAT(PT)で決定できないはMETの値を用いる。

これらの手順を踏んでT値及びCI値を決定するが、発達程度の進捗によって調節する必要がある。
(1)　現状の値が1.0または1.5あること。

(2)　48時間で発達、夜になってT番号が低下しない。

(3)　24時間で現状T1、少なくとも2.5より小さい必要があること。

(4)　最終T値の制限

T4より弱いとき　　6時間で0.5変化する

T4.5以上のとき

6時間で1.0以上

12時間で1.5以上

18時間で2.0以上

24時間で2.5以上

(5)　最終T番号は　MET+/-1であること。

## 解析値と風速の関係
風速は中心気圧との関係があり、ドボラック法でT値、もしくはCI値が得られれば、関係表から推定風速を求め、その風速から理論上の計算式から推定される中心気圧を推定することが出来る。グラフは、関係する書籍で明示されている値を基にグラフ化したものである。
北太平洋と北大西洋で同じ風速であっても、太平洋側が気圧が深くなること知られている。一方、南太平洋やインド洋では具体的な値は示されていないが、インド洋南西部を管轄するフランス気象局は、インド洋南西部では北太平洋の値に近いとされる関係図を示している。

いずれにしても、気圧の値は地域によって異なることから、WMOのガイドブックでは風速の値で検討するようにしており、そのためのCI値との比較諸表が用いられる。
風速の推定値は1分間平均風速が使用される。この違いがあり、公表される警報や解析・評価の情報に違いが生じる。

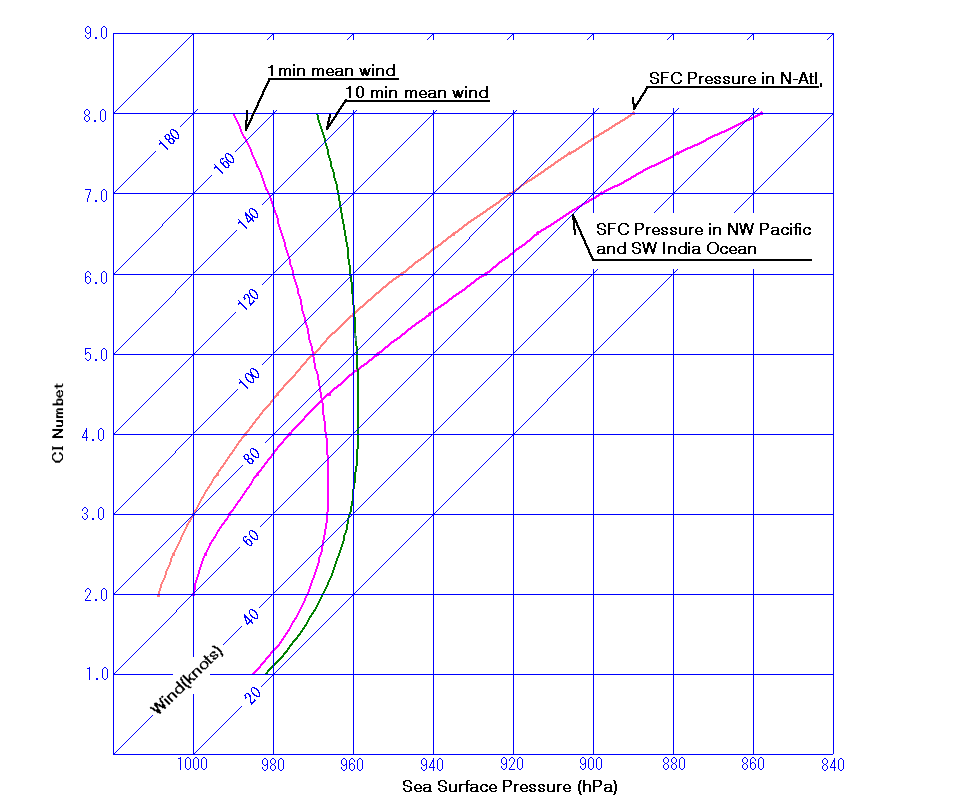
CI値から、中心付近での風速や気圧を推定するグラフ。

| CI値    | A   | B   | C   | D       | E   | F   | 備 考                                      |
| ------- | --- | --- | --- | ------- | --- | --- | ------------------------------------------ |
| 0.5     | **  | **  | **  | **      | **  | **  | この値の判断基準は、解析機関によって異なる |
| 1.0     | 25  | 22  | 22  | 20      | **  | 23  | この値の判断基準は、解析機関によって異なる |
| 1.5     | 25  | 29  | 22  | 25      | 25  | 23  |                                            |
| 2.0     | 30  | 36  | 26  | 25      | 30  | 27  |                                            |
| 2.5     | 35  | 43  | 31  | 30      | 35  | 31  |                                            |
| 3.0     | 40  | 50  | 40  | 35-45   | 45  | 41  |                                            |
| 3.5     | 50  | 57  | 48  | 50      | 55  | 49  |                                            |
| 4.0     | 60  | 64  | 57  | 55-60   | 65  | 59  |                                            |
| 4.5     | 72  | 71  | 68  | 70-75   | 77  | 69  |                                            |
| 5.0     | 85  | 78  | 79  | 80-85   | 90  | 81  |                                            |
| 5.5     | 97  | 85  | 90  | 90-95   | 102 | 92  |                                            |
| 6.0     | 110 | 93  | 101 | 100-105 | 115 | 103 |                                            |
| 6.5     | 122 | 100 | 112 | 110-115 | 127 | 114 |                                            |
| 7.0     | 135 | 107 | 123 | 120-125 | 140 | 126 |                                            |
| 7.5     | 150 | 115 | 136 | 130-145 | 155 | 139 |                                            |
| 8.0     | 170 | 122 | 150 | 150<    | 170 | 153 |                                            |
| X(CI値) | --- | --- | --- | ---     | --- | --- | 温帯低気圧にて使用                         |

 表2 CI値と推定される中心付近の風速値
表中のアルファベット

A　中国気象局(CMA)が用いる、中心付近の推定風速(2分平均 knot)

B  コバによる10分平均風速値　日本で使用されるほか、アメリカでも妥当値とされる値(10分平均 knot)

C  ラ・レニオン(フランス気象局）が追跡した2000-2009年による中心付近の風速(10分平均 knot)警報でも用いられる。

D  オーストラリア気象局が、熱帯低気圧の解析で用いる推定風速(10分平均 knot)幅があるが、実際に警報でも盛り込まれることがある。

E  Dovorak 1984による推定される中心付近の風速(1分平均 knot)

F  香港気象局が用いる、中心付近の推定風速(10分平均 knot)

風速の推定をさらに高めるため、解析機関によっては、ウィンドベクトルを併用する等の工夫が行われている。アメリカでは、衛星観測だけでなく、気象偵察機によって熱帯低気圧の渦の中を貫通するなどして、警報の信頼度を強める様な観測体制を整えている。また、ウィンドベクトルも他国と異なり、3時間毎に割り出して公表するなど、最新情報を使用して解析し結果に反映させるようにしている。

## Advanced Dvorak Technique
この解析法は、ウィスコンシン大学が開発し、2006年頃から米軍で現業ベースで使用されるようになったが、旧来方式の解析も続けられている。NOAAでも2008年頃から、現業ベースで補助的に運用されているほか、オーストラリアなどでも補助的に使用がなされている。上記で説明したドボラック法と解析の基本スタンスは一緒だが、解析手法は全く異なり、これまでの解析法との互換性はあまりない。
主立った流れは、上段と変わりがない。
1. 中心位置の特定
2. 雲画像の解析（温度分布 眼及び、その周辺の雲域の温度解析）
3. 雲画像から、シアーパターン、曲率を持った雲域、眼の状態、密集度の解析

特に変わったところ
1. 解析に必要なスコアー数が格段に増えた。
2. スコアーを得るための解析手順が変わった。
3. PATが使用されなくなったこと。
4. 連続画像を24時間から12時間分の画像で評価。

これまでグレースケールおよび、その階調温度でそのまま解析していたものを、各ピクセルで得られている温度の値を平均化する方式に変わった。従って、グレースケールの範囲のうち一部分だけで判断したパラメータが、詳細なヒストグラムの分布から判定することとなり精度が高くなる。ただし解析コンソールが障害を起こしたとき、充分な精度で解析できなくなることがある。このような場合は、従来の方法で解析される。
解析の根本が変わったことから、これまでのパターン判定では相違が発生する。ただし電算処理で精度が低いと解析者が判断すれば、解析者が手動で解析を行えるようになっている。

## 上陸時の扱い
ドボラック法では、赤外・可視画像他に、最近では極軌道衛星の情報を使って解析することが増えている。赤外や極軌道衛星のサウンディングデータでは、温度で解析することから、陸上に上陸すると地上の温度によって解析誤差が誤差が大きくなり、著しい弊害が発生する。また地形による変形や変質も大きいためあえて解析しないか、解析できたとしても無理に解析値を出さないなどの措置が講じられる。解析機関によって違いがあるが、上陸したとされた際には、INLAND などと表記し、衛星で解析された結果を、警報へ反映させないことがある。

## 使用時の注意
1. 一般的に公開されている衛星画像(jpegあるいはpng,gif形式で公開されている）
2. 航空機や船舶、陸上などで直接観測する方法ではない
3. 雲の高さ（雲頂高度・雲頂気圧面高度）を簡単に割り出せない
4. 極軌道衛星

1.反射階調や温度階調の定義値が明示されていない場合が殆どである。従って、そのまま解析に使用することが出来ない。強いて用いる場合はLRIT形式の画像データが使える場合がある。それでも画像の階調と温度との変換テーブルが明確にしておかないと、解析精度に問題が生じる。階調と温度の関係は、衛星によって、あるいは公表している機関によっても異なることから、解析する際には温度変換テーブルを入手して解析をする。
赤外で使用される温度スケールは、オリジナルデータと階調テーブルと対照させたうえ、ドボラック解析用のスケールに変換する必要がなる。赤外画像を用いるドボラック解析は、ドボラック温度スケールと大きさ（幅や長さ、直径など）温度変化によって解析を行うことから、単純なパターン選択だけでは強度特性に誤差をもたらすことがある。テーブルとの対照がしっかりしていないデータを使った場合、全般的に偏って判断されてしまう。
2.衛星画像を用いた解析値は、航空機や船舶、陸上観測所などのように直接測定していないので、解析結果をそのまま当てはめることは出来ない。警報や観測実況では2分や10分平均と言った具合に、地域や発表する機関によって平均風の時間軸に違いがあるので、相応の補正をかける必要が生じる。熱帯低気圧の近傍を船舶や漂流ブイ、地上観測などで観測していた場合、ドボラック法で解析して得た値と大きく異なる場合がある。アメリカの場合、観測値（気象偵察機を含む）と衛星の解析に違いがある場合、観測値が優先される。ただし、解析機関によって判断基準が異なることがある。
3.数値計算による鉛直方向の温度状態曲線がとうまく表現されていない場合、画像から得られる温度分布との不整合から、解析誤差を助長することがある。
4.極軌道衛星は、静止衛星に比べて飛行高度が低くかつ、視野が非常に狭いことから端に行くに従って大きく歪む。その影響から解析誤差が大きくなる。衛星の視野直下から経度方向に3－5度程度である。連続性の観点からは、衛星自身が熱帯低気圧の真上を通過するものと限らないので、経過を判断する上で制約が生じる。

## 誤差を大きくする要因
解析機関や解析精度、衛星画像の品質により解析誤差が発生する。主立った誤差は次のようなものがある。
- 衛星が搭載しているセンサーの分解能
- 解析に使用する画像の品位、センサーの校正状態、衛星の姿勢
- 主体になる雲の上に、上層雲が卓越しているとき
- 衛星の視野角（特に可視）
- 雲のまとまりが不明瞭な場合
- 渦が複数存在する場合
- 陸上に接近や接している場合
- 観測開始からあまり時間が経過していない場合
- 解析者が画像のグレースケールを誤認して解析した場合

可視画像は精細度が高いが、雲の影や衛星の視野によって、位置精度や大きさに誤差を生じさせる。特に夜間は使用できない。
赤外画像は精細度は欠けるが、夜間でも使用できるほか、連続的に追跡することが可能で温度スケールで判断できることから客観性は比較的ある。

解析では、最低で6時間以上、出来ることなら24時間の連続画像が必要になる。
衛星撮影によるハリケーンとT番号

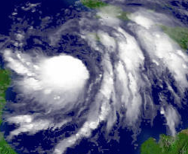
ハリケーン・ウィルマ、T3.0
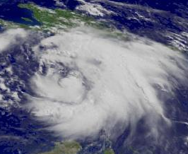
ハリケーン・デニス (en)、T4.0
ハリケーン・ジェーン (en)、T5.0
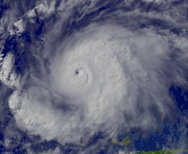
ハリケーン・エミリー(en)、T6.0

## 参照資料
- Tropical Cyclone Intensity Analysis Using Satellite Data Vemon F. Dvorak NOAA Technical report NESDIS 11 Sep, 1984
- Global Guide to Tropical Cyclone Forecasting chapter 2.3 Tropical cyclone Intensity WMO-No.560 1993
- Guide on the Global Data-processing System WMO-No.305
- Manual on codes volume I-1 alphanumeric codes 1995 edition WMO-No.306
- Tropical Cyclone Operation plan for the south-West Indian Ocean 2008 edition WMO TD-No.577 page I-7
- Harmonization of Tropical Cyclone Intensity Analysis 49th Session ESCAP/WMO Typhoon Committe -- Yokohama Japan 2017
- [Tropical Cyclone Operation plan for the south-West Indian Ocean 2008 edition WMO TD-No.577 page I-7]